# Агнес Меранска
Агнес Мария Андекс-Меранска (на немски: Agnes-Maria von Andechs-Meranien, на френски: Agnès ou Marie de Méranie, ou Agnès d'Andechs; * 1175; † 20 юли 1201, замък Поаси) от Андекската династия, е от 1196 до 1200 г. третата съпруга на френския крал Филип II Август. Понеже вторият му брак с Ингеборг Датска не е анулиран от папската курия, Агнес-Мария никога не е призната от папата за кралица на Франция. Тя получава името Мария.

## Произход
Агнес е дъщеря на Бертхолд IV († 1204), херцог на Мерания, и втората му съпруга Агнес фон Рохлиц († 1195) от фамилията Ветини, дъщеря на граф Дедо V. Агнес е по-голяма сестра на Гертруда, която се омъжва пр. 1203 г. за Андраш II крал на Унгария, и е майка на крал Бела IV и Анна-Мария Унгарска (българска царица, съпруга на цар Иван Асен II).

## Кралица на Франция
На 1 юни 1196 г. Агнес се омъжва за Филип II († 14 юли 1223) от династията Капетинги, от 1180 г. крал на Франция. Двамата се развеждат през 1200 г.
Агнес Меранска има с Филип II Огюст децата:
- Мари Френска (* 1198, † 15 август 1238), принцеса на Франция

⚭ 1) 1210 за Филип I (1175 – 1212), граф на Намюр
⚭ 2) 22 април 1213 за Хайнрих I, херцог на Брабант (1165 – 1235)
- Филип Юрпел (* 1201, † 19 юли 1234), граф на Клермон и Булон; ⚭ 1216 за Матилда дьо Булон (1202 – 1262)
- Жан-Тристан (*/† 1201)

Мари Френска и Филип Юрпел са признати от папа Инокентий III за законни наследници на Филип II Огюст.